# 松井渉
松井渉（まついわたる、1973年-  ）は、日本気象協会九州支社所属の気象予報士、技術士（ 応用理学部門 ）、福岡大学非常勤講師。

## 来歴・人物
大分県大分市出身。大分東高校を経て京都大学大学院理学研究科地球惑星科学専攻修士課程修了。

1998年日本気象協会九州支社に入社。

趣味はお菓子作り、クラリネット演奏など。

## 出演番組
NHK福岡「はっけんTV」「はっけんラジオ」